# Buddelundia humphreysi
Buddelundia humphreysi är en kräftdjursart som beskrevs av Henri Dalens 1992. Buddelundia humphreysi ingår i släktet Buddelundia och familjen Armadillidae. Inga underarter finns listade i Catalogue of Life.

## Bildgalleri

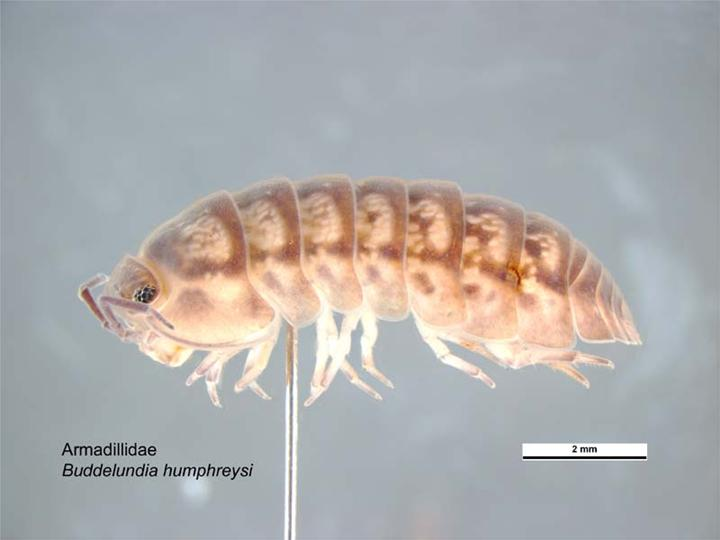